# Tina Karol'
Tina Karol' (in ucraino Тіна Кароль?), pseudonimo di Tetjana Hryhorivna Liberman (in ucraino Тетяна Григорівна Ліберман?; Orotukan, 25 gennaio 1985), è una cantante ucraina, rappresentante dell'Ucraina all'Eurovision Song Contest 2006.

## Biografia

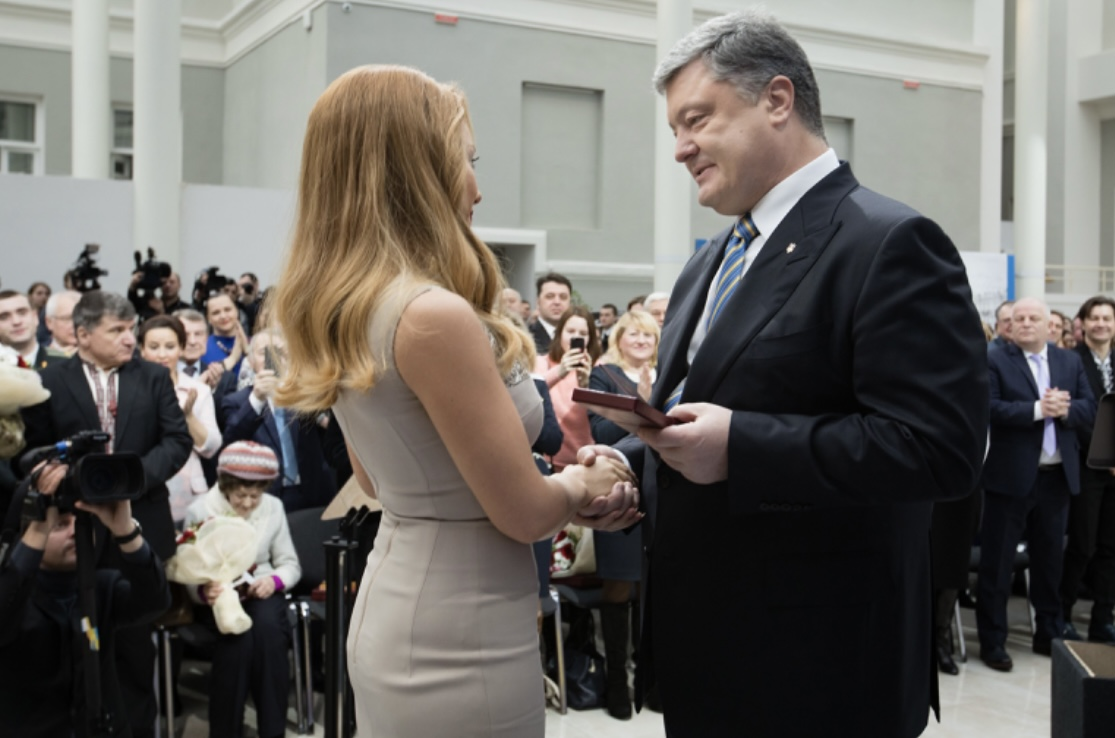
Tina Karol' riceve dal presidente ucraino Petro Porošenko il distintivo di artista popolare dell'Ucraina, 28 giugno 2017

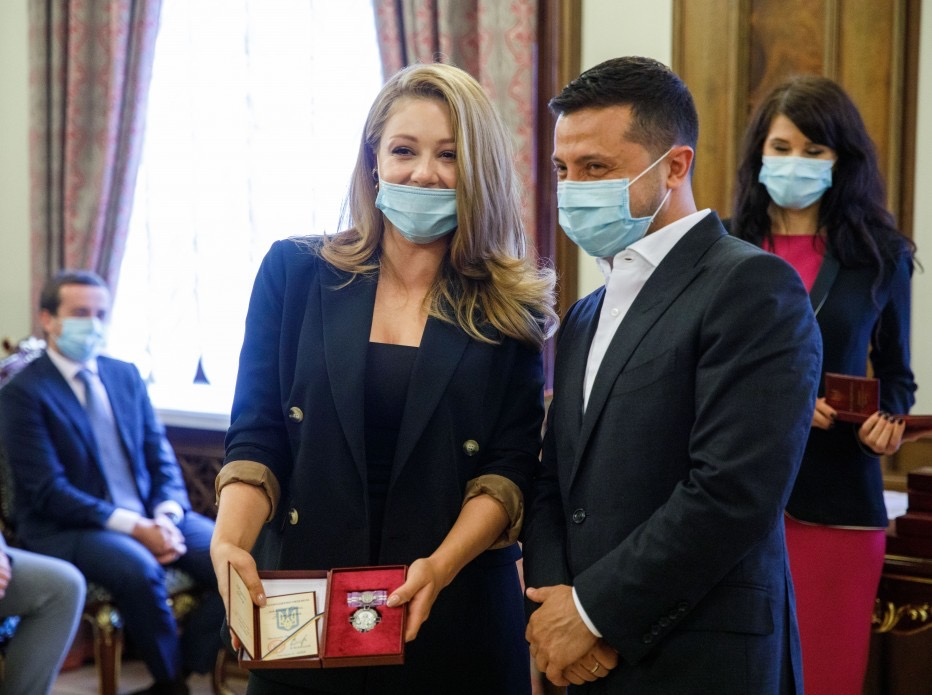
Tina Karol' riceve dal presidente ucraino Volodymyr Zelens'kyj l'Ordine della Principessa Olga di III Classe, 28 giugno 2020

Tina Karol' nasce nell'insediamento urbano di Orotukan, nell'Oblast' di Magadan, nell'estremo oriente russo. A sei anni si sposta a Ivano-Frankivs'k e a dodici inizia a cantare professionalmente. Le sue capacità e le sue doti emergono durante gli anni in cui studia all'università della musica di Glier, a Kiev.
Tra il 2003 e 2004 diventa l'interprete del Verkhovna Rada, il Parlamento ucraino. Si è esibita per i militari inviati a molte missioni di ristabilimento della pace, cantando per il contingente militare presente a Baghdad ed Al-Kut (Iraq).
Nel 2006 vince il casting per l'Eurovision Song Contest 2006 con la canzone I Am Your Queen, rappresentando di conseguenza l'Ucraina e arrivando settima. Sempre nel 2006 esce il suo album di debutto, Show Me Your Love, e un altro album dal titolo Nochenka, contenente alcune delle canzoni del primo album in russo e ucraino. Nello stesso anno comincia a studiare alla National Aviation University di Kiev e partecipa alla campagna delle Nazioni Unite contro l'AIDS.
Nel 2007 esce il suo terzo album Polyus Prityazheniya e scrive una fiaba dal titolo Pautinka.
Il 15 giugno 2008 sposa il produttore Eugene Ogir, dal quale ha un figlio, Benjamin.
Il 16 gennaio 2009 Viktor Yushchenko le assegna il titolo di Merited artist of Ukraine e a ottobre finisce al 92º posto della classifica delle 100 donne più influenti dell'Ucraina, compilata dalla rivista Focus.
Nel 2010 sostiene attivamente la candidatura di Yulia Tymoshenko per le presidenziali ed esce il suo quarto album, 9 zhyzney.

## Discografia

### Album in studio
- 2006 – Show Me Your Love
- 2007 – Poljus pritjaženija
- 2010 – 9 žiznej
- 2014 – Pomnju
- 2017 – Intonaciii
- 2020 – Najti svoich
- 2021 – Krasivo
- 2021 – Moloda krov
- 2024 – Trojandy

### EP
- 2006 – Nočen'ka
- 2021 – Dvojnoj raj